# Missões diplomáticas da Costa do Marfim

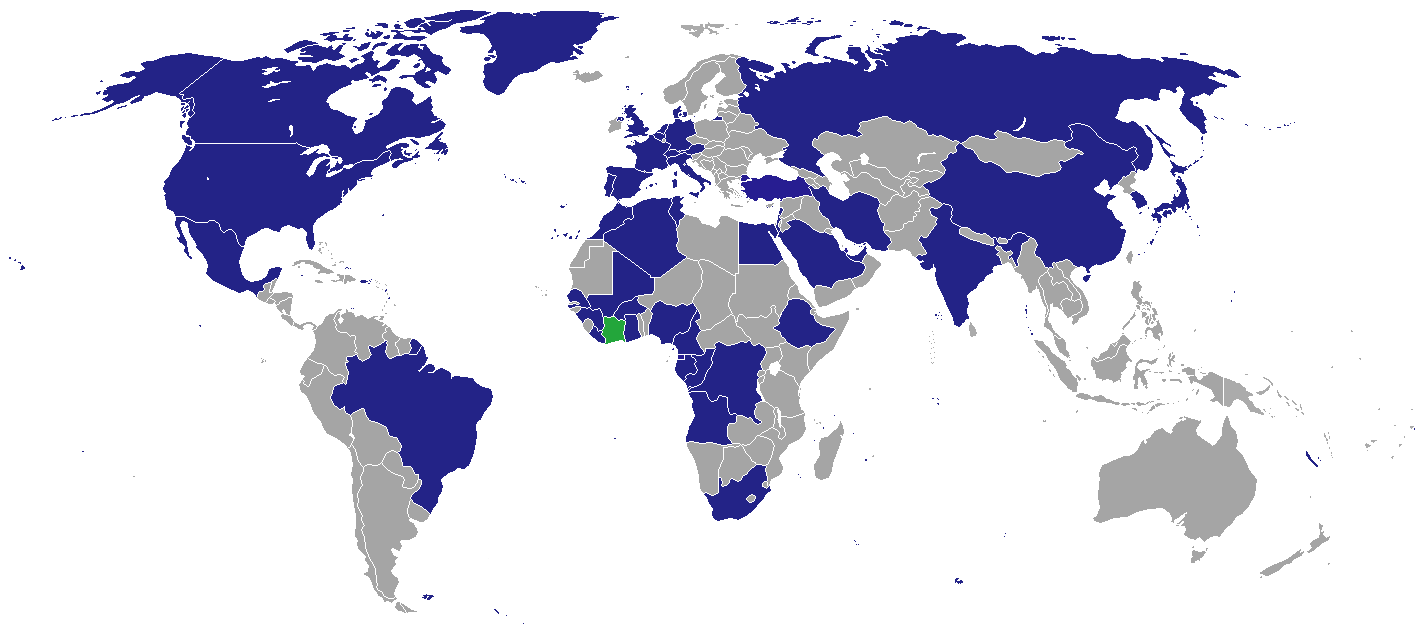
Missões diplomáticas da Costa do Marfim.

Abaixo estão listadas as embaixadas e consulados da Costa do Marfim:

## África

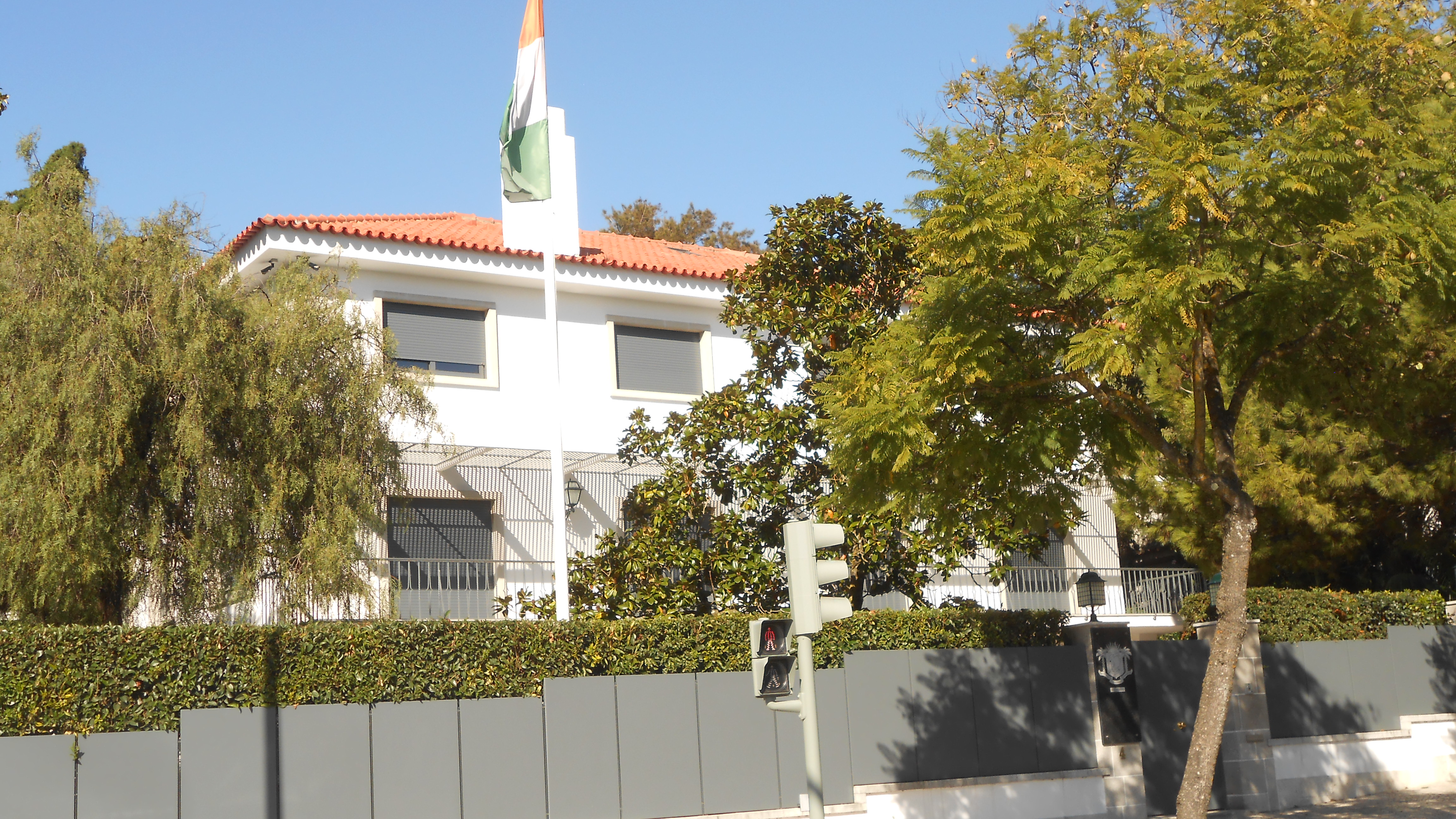
Embaixada da Costa do Marfim em Lisboa

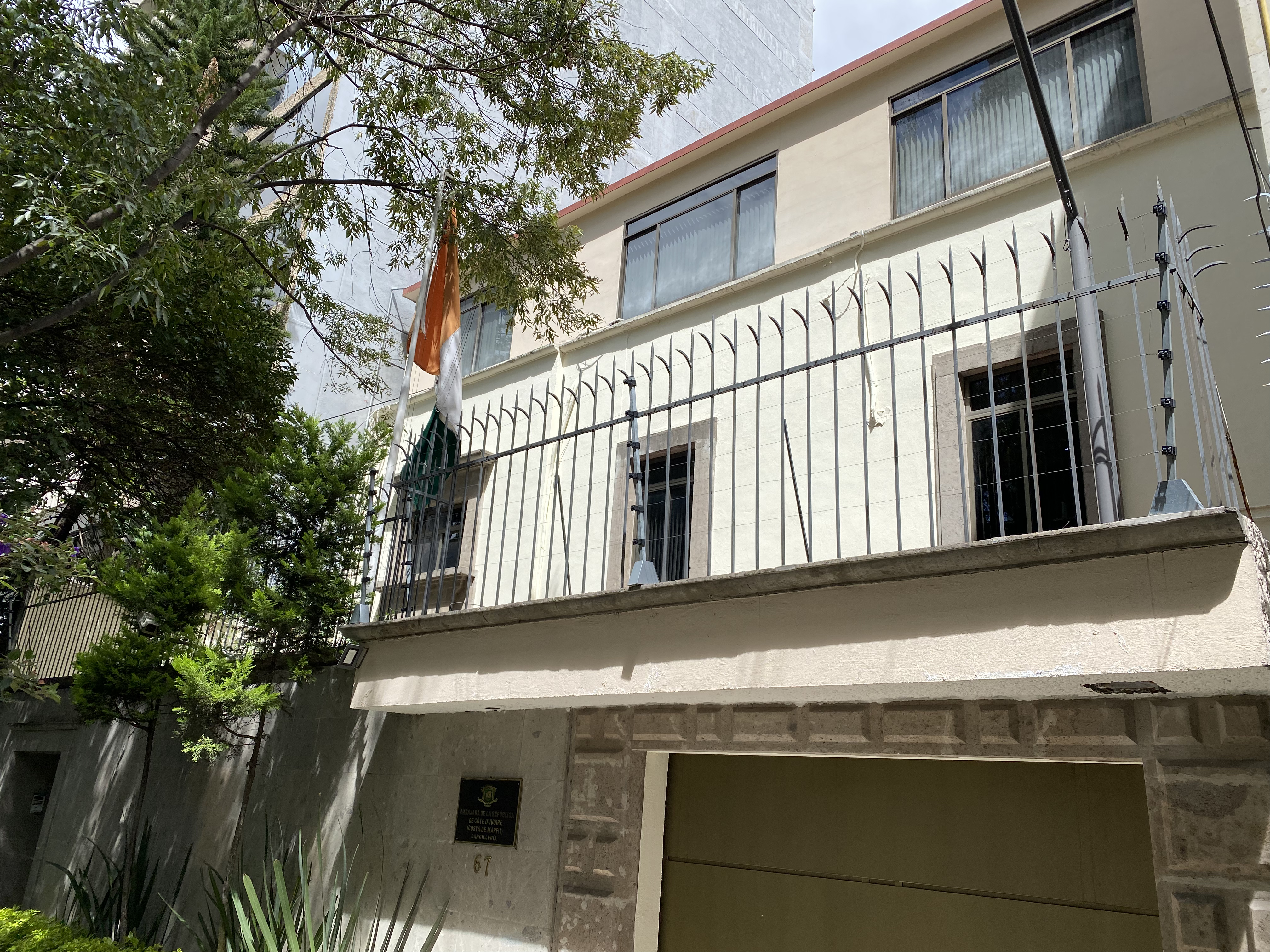
Embaixada da Costa do Marfim em Cidade do México

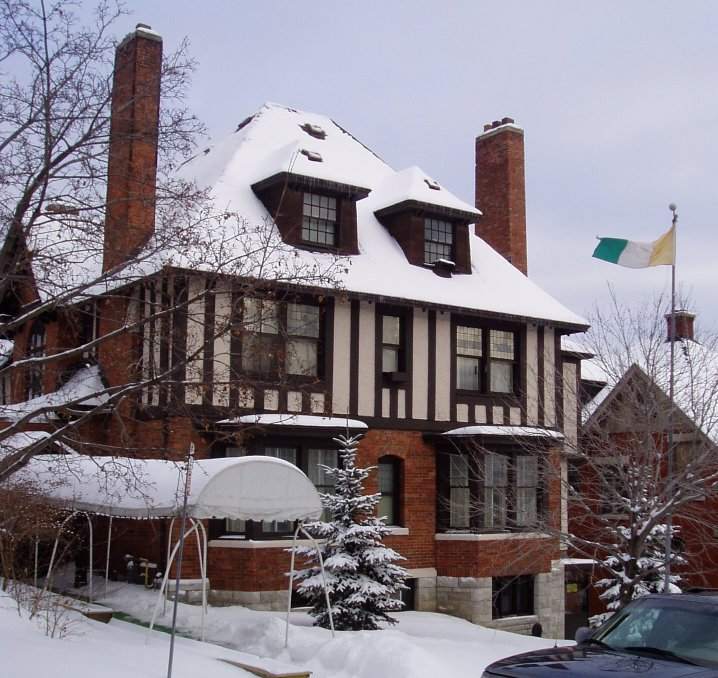
Embaixada da Costa do Marfim em Ottawa

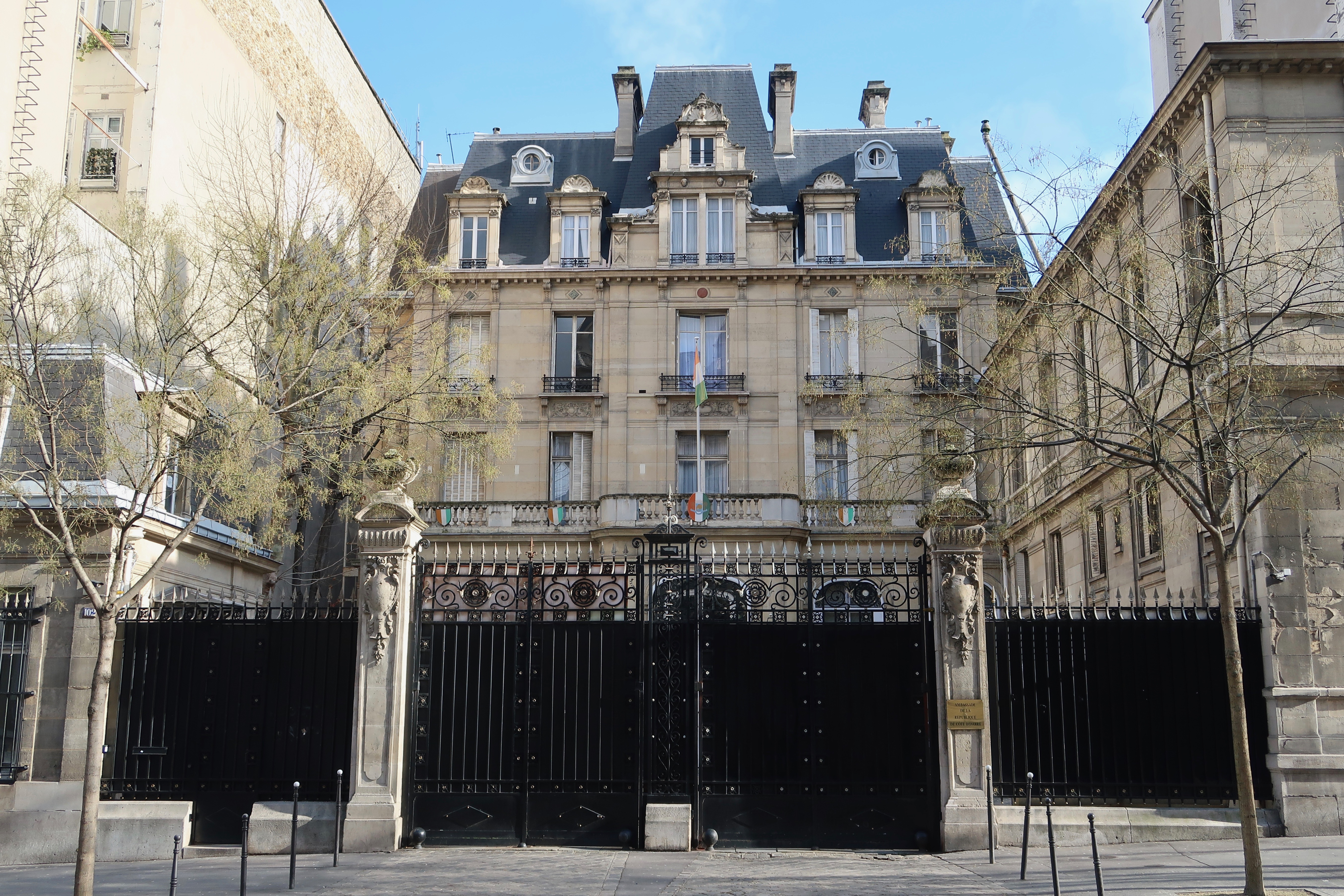
Embaixada da Costa do Marfim em Paris

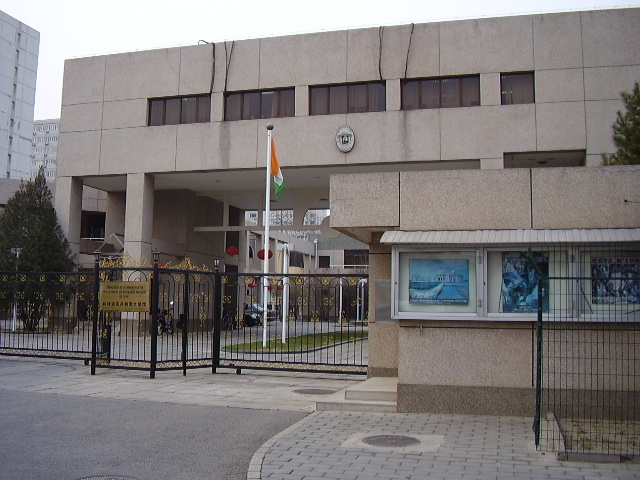
Embaixada da Costa do Marfim em Pequim

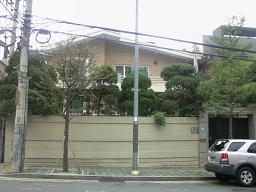
Embaixada da Costa do Marfim em Seul

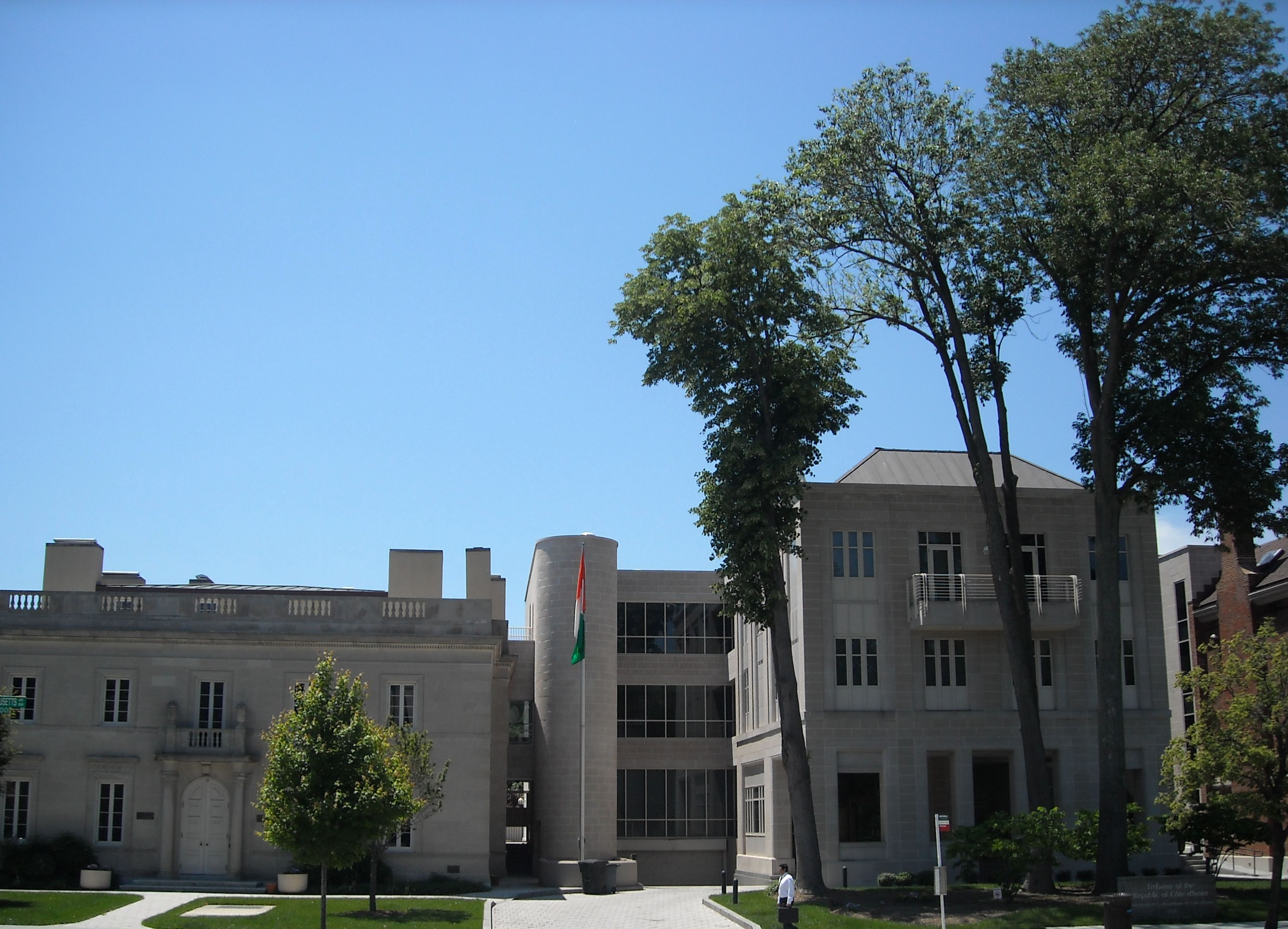
Embaixada da Costa do Marfim em Washington, D.C.

- África do Sul
  - Pretória (Embaixada)
- Argélia
  - Argel (Embaixada)
- Angola
  - Luanda (Embaixada)
- Burquina Fasso
  - Ouagadougou (Embassy)
- Camarões
  - Yaoundé (Embaixada)
- Chade
  - N'Djamena (Embaixada)
- Egito
  - Cairo (Embaixada)
- Etiópia
  - Adis-Abeba (Embaixada)
- Gabão
  - Libreville (Embaixada)
- Gana
  - Acra (Embaixada)
- Guiné
  - Conacri (Embaixada)
- Libéria
  - Monróvia (Embaixada)
- Líbia
  - Trípoli (Embaixada)
- Mali
  - Bamako (Embaixada)
- Marrocos
  - Rabat (Embaixada)
- Nigéria
  - Abuja (Embaixada)
- República Democrática do Congo
  - Kinshasa (Embaixada)
- Senegal
  - Dacar (Embaixada)
- Tunísia
  - Túnis (Embaixada)

## América
- Brasil
  - Brasília (Embaixada)
- Canadá
  - Ottawa (Embaixada)
- México
  - Cidade do México (Embaixada)
- Estados Unidos
  - Washington, D.C. (Embaixada)

## Ásia
- Arábia Saudita
  - Riad (Embaixada)
  - Jedda (Consulado-geral)
- China
  - Pequim (Embaixada)
- Coreia do Sul
  - Seul (Embaixada)
- Irão
  - Teerã (Embaixada)
- Índia
  - Nova Délhi (Embaixada)
- Israel
  - Tel Aviv (Embaixada)
- Japão
  - Tóquio (Embaixada)
- Turquia
  - Ankara (Embaixada)

## Europa
- Alemanha
  - Berlim (Embaixada)
- Áustria
  - Viena (Embaixada)
- Bélgica
  - Bruxelas (Embaixada)
- Dinamarca
  - Copenhague (Embaixada)
- Espanha
  - Madrid (Embaixada)
- França
  - Paris (Embaixada)
  - Lyon (Consulado-geral)
- Itália
  - Roma (Embaixada)
- Países Baixos
  - Haia (Embaixada)
- Portugal
  - Lisboa (Embaixada)
- Rússia
  - Moscou (Embaixada)
- Suíça 
  - Berna (Embaixada)
- Reino Unido
  - Londres (Embaixada)
- Santa Sé
  - Cidade do Vaticano (Embaixada)

## Organizações multilaterais
- Adis-Abeba (Missão permanente da Costa do Marfim ante a União Africana)
- Bruxelas (Missão permanente da Costa do Marfim ante a União Europeia)
- Genebra (Missão permanente da Costa do Marfim ante as Nações Unidas e organizações internacionais)
- Nova Iorque (Missão permanente da Costa do Marfim ante as Nações Unidas)
- Paris (Missão permanente da Costa do Marfim ante a UNESCO)